# 回歸紀念柱

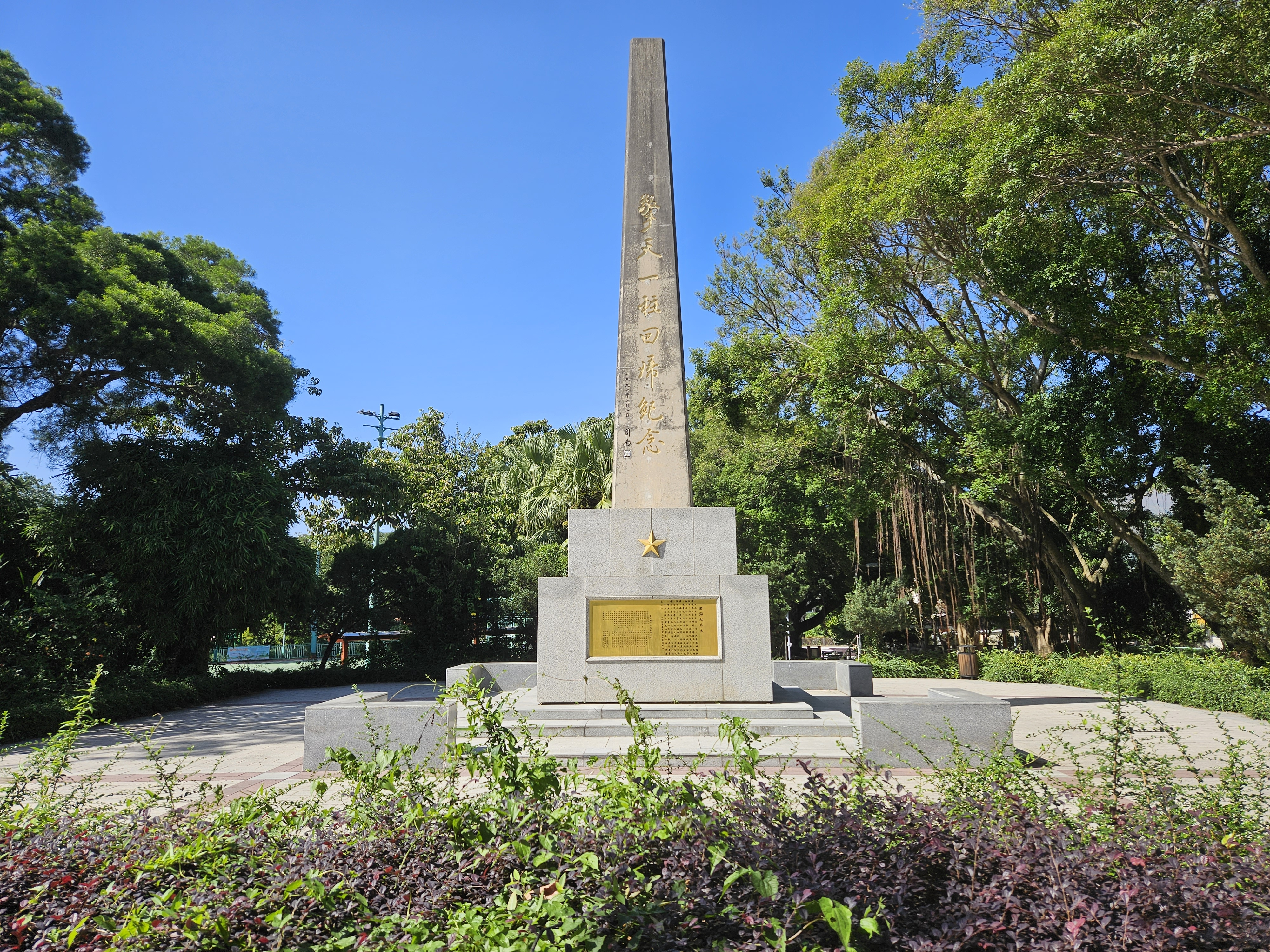
回歸紀念柱

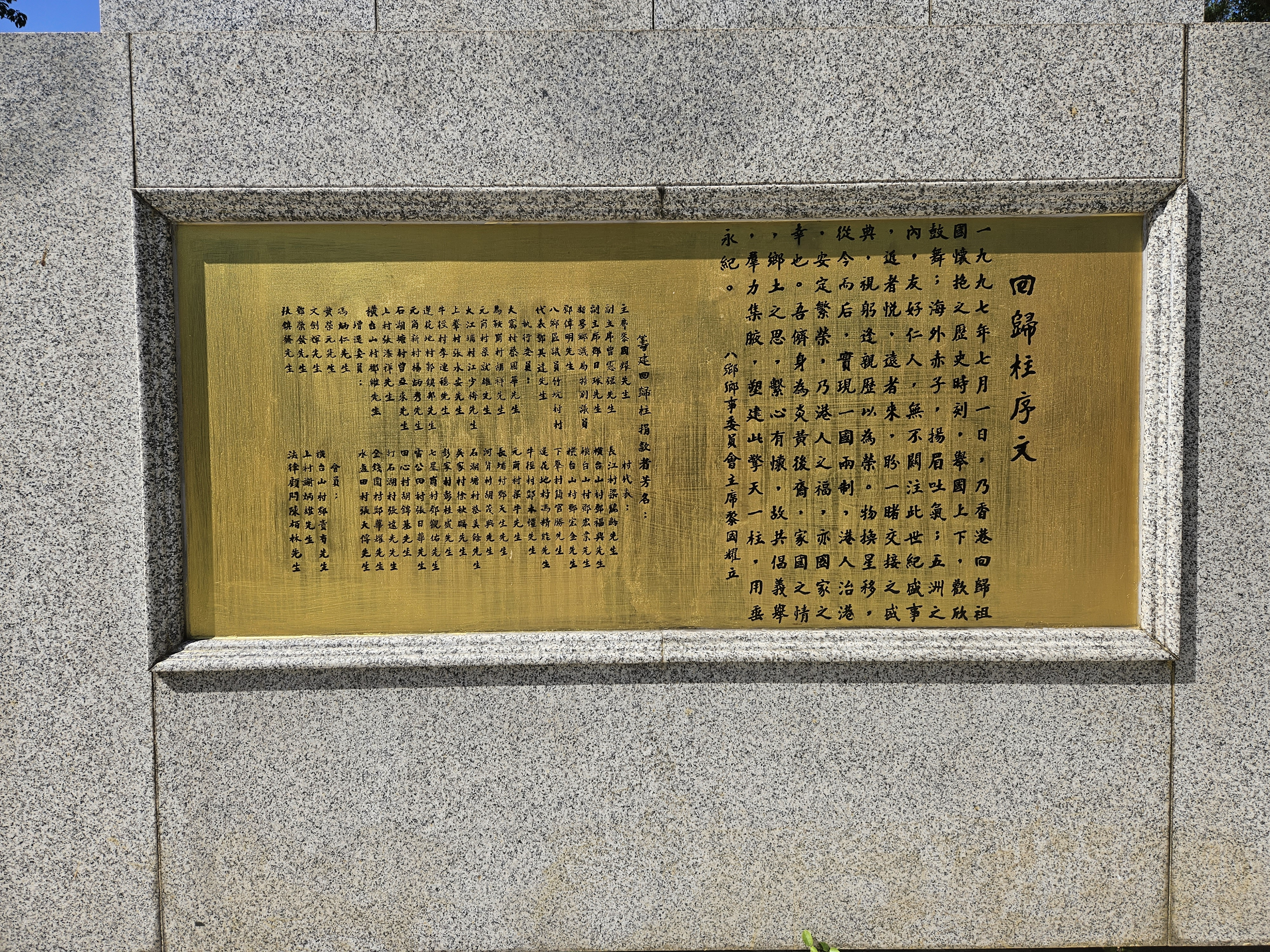
回歸柱序文

回歸紀念柱是香港一座紀念碑，位於新界元朗區八鄉上村公園內，由八鄉鄉事委員會於1997年自資籌建，以紀念香港回歸。回歸紀念柱上獲得時任新華社香港分社社長周南的題字，上面書有「擎天一柱回歸紀念」的金漆字。